# Вопуассон
Вопуассо́н (фр. Vaupoisson) — коммуна во Франции, находится в регионе Шампань — Арденны. Департамент — Об. Входит в состав кантона Рамрюпт. Округ коммуны — Труа.
Код INSEE коммуны — 10400.
Коммуна расположена приблизительно в 145 км к востоку от Парижа, в 50 км южнее Шалон-ан-Шампани, в 28 км к северо-востоку от Труа.

## Население
Население коммуны на 2008 год составляло 144 человека.
| 1962 | 1968 | 1975 | 1982 | 1990 | 1999 | 2008 |
| ---- | ---- | ---- | ---- | ---- | ---- | ---- |
| 145  | 152  | 146  | 133  | 151  | 139  | 144  |

## Администрация
| Период | Период | Фамилия           | Партия | Примечания |
| ------ | ------ | ----------------- | ------ | ---------- |
| 1947   | 1949   | Луи Робен         |        |            |
| 1949   | 1955   | Поль Роше         |        |            |
| 1955   | 1983   | Мариус Моклер     |        |            |
| 1983   | 1995   | Пьер Франко       |        |            |
| 1995   | 2008   | Клод Лепаж        |        |            |
| 2008   |        | Франсуаза Лельевр |        |            |

## Экономика
В 2007 году среди 85 человек в трудоспособном возрасте (15—64 лет) 57 были экономически активными, 28 — неактивными (показатель активности — 67,1 %, в 1999 году было 74,1 %). Из 57 активных работали 52 человека (28 мужчин и 24 женщины), безработных было 5 (3 мужчины и 2 женщины). Среди 28 неактивных 9 человек были учениками или студентами, 10 — пенсионерами, 9 были неактивными по другим причинам.